# Textures
I Textures sono stati un gruppo musicale metalcore olandese, formato nel 2001 dai chitarristi Jochem Jacobs e Bart Hennephof, dal batterista Stef Broks, dal bassista Dennis Aarts e dal tastierista Richard Rietdijk.

## Storia del gruppo
Il loro primo lavoro fu Polars datato 2004, ma nel 2006, con l'ingresso di Eric Kalsbeek alla voce, pubblicarono Drawing Circles, autoprodotto e registrato in uno studio da loro finanziato e costruito. Nel 2008 il bassista Remko Tielemans sostituì Dennis Aarts ed uscì Silhouettes, prodotto da Jacobs; inoltre, suonarono al festival Metal Camp insieme a Opeth, Ministry, Helloween e Behemoth. I tre album vengono registrati con l'etichetta Listenable Records Nel 2009 firmarono un contratto con la Nuclear Blast. Nel 2010 il cantante Eric Kalsbeek e il tastierista Richard Rietdijk lasciarono la band, sostituiti rispettivamente da Daniël de Jongh(ex Cilice) e Uri Dijk.
Il 14 aprile 2011 la band, attraverso il sito ufficiale, comunicò la pubblicazione di Dualism, che fu distribuito il 23 in Europa, Sud America, Australia e Asia e il 27 in Nord America. Le registrazioni si svolsero ad Amsterdam presso la Split Second Sound e fu prodotto da Jochem Jacobs, chitarrista della band . Il bassista Remko Tielemans e l'ex cantante Erik Kalsbeek progettarono la copertina dell'album.
L'11 gennaio 2013, tramite il sito ufficiale della band, venne annunciato l'abbandono del chitarrista Jochem Jacobs, sostituito ufficialmente il 20 marzo 2013 da Joe Tal dopo le audizioni del 23 febbraio dello stesso anno.
Il gruppo avrebbe dovuto pubblicare un album in studio nel 2017, Genotype, registrato negli stessi mesi di Phenotype, ma a maggio annunciarono lo scioglimento con un tour finale terminato l'8 dicembre a Pune, in India.

## Stile
La band suona un metal complesso variando dal rock progressivo al death metal e al thrash metal ricordando le sonorità e le partiture dei Meshuggah ad eccezione della voce che varia lo stile dai cantanti tipicamente growl e scream a quelli più clean.

## Formazione

### Formazione attuale
- Daniël de Jongh - voce (2010-)
- Bart Hennephof - chitarra, voce (2001-)
- Joe Tal - chitarra (2013-)
- Uri Dijk - sintetizzatore, tastiere (2010-)
- Remko Tielemans - basso (2008-)
- Stef Broks - batteria (2001-)

### Ex componenti
- Rom De Leeuw - voce
- Pieter Verpaalen - voce (2001-2004)
- Eric Kalsbeek - voce (2004-2010)
- Jochem Jacobs - chitarra, voce (2001-2013)
- Richard Rietdijk - tastiere, sintetizzatore (2001-2010)
- Dennis Aarts - basso (-2004)

## Discografia

### Album in studio
- 2004 - Polars
- 2006 - Drawing Circles
- 2008 - Silhouettes
- 2011 - Dualism
- 2016 - Phenotype

## Videografia

### Videoclip
- 2004 - Ostensibly Impregnable - dall'album Polars
- 2006 - Millstone - dall'album Drawing Circles
- 2008 - Awake - dall'album Silhouettes
- 2011 - Reaching Home - dall'album Dualism

## Progetti paralleli
- Stef Broks - batteria - Exivious[14][15], Empty[15][16]
- Remko Tielemans - basso - Isle of Man[15], 37 Stabwoundz[15] - chitarra - Postmortem Fabulae[15][17]
- Uri Dijk - tastiere - Ethereal[15], Mortar[15]
- Bart Hennephof - chitarra - Brutus[15][18]
- Daniël de Jongh - voce - Cilice[6][15]
- Eric Kalsbeek - voce - Sengaia[15][19], Brainshake[15], The Ocean[15][20]
- Rom De Leeuw - chitarra, voce Empty[15][16]
- Dennis Aarts - basso Empty[15][16]